# SpaceX CRS-22
SpaceX CRS-22, también conocida como SpX-22 o CRS-22, fue una misión de los Servicios Comerciales de Abastecimiento a la Estación Espacial Internacional, lanzada el 3 de junio de 2021 a las 17:29:15 UTC. La misión, contratada por la NASA, es operada por SpaceX usando una cápsula Cargo Dragon 2. Este es el segundo lanzamiento de una cápsula SpaceX Cargo Dragon-2 bajo el contrato CRS 2 de la NASA adjudicado en enero de 2016, que contempla 22 vuelos, 9 de ellos asignados a SpaceX.
Fue la primera misión de la cápsula Cargo Dragon-2 C209.
También fue primer vuelo del cohete Falcon-9 B1067, que aterrizó en la plataforma-puerto espacial autónoma "Of Course I Still Love You" 07:50 minutos después del despegue.
Se acopló con la Estación Espacial Internacional el 5 de junio de 2021, a las 09:09 UTC.

## Cargo Dragon 2
Para el contrato CRS-2, SpaceX utiliza naves espaciales "Cargo Dragon 2", re-utilizables hasta cinco veces. La Cargo Dragon 2, no posee motores de aborto SuperDraco, asientos, controles de cabina ni sistema de soporte vital necesario para mantener a los astronautas en el espacio. Este nuevo diseño proporciona varios beneficios, incluido un proceso más rápido para recuperar, reacondicionar y volver a volar, en comparación con la Cargo Dragon 1, utilizada en el contrato CRS-1 para las misiones de carga de la ISS.
Las Cargo Dragon-2 del contrato de la NASA CRS-2, amarizan frenada por paracaídas en el Océano Atlántico, al este de Florida, en lugar de la zona de recuperación anterior en el Océano Pacífico al oeste de Baja California.  

## Carga útil primaria
La NASA adjudicó la misión CRS-22 a SpaceX y, por lo tanto, determina la carga útil principal, la fecha de lanzamiento y los parámetros orbitales del Cargo Dragon.
Entre ella se encuentra: 
- Investigaciones científicas: 920 kg (2030 lb)
- Hardware del vehículo: 345 kg (761 lb)
- Suministros de tripulación: 341 kg (752 lb)
- Equipo de caminata espacial: 52 kg (115 lb)
- Recursos informáticos: 58 kg (128 lb)
- Cargas útiles externas: 1380 kg (3040 lb)

### Paneles iROSA
Dentro del maletero no presurizado de la nave Dragon, se transportarán los dos primeros paneles solares iROSA, para brindar mayor potencia eléctrica a la Estación. Estos paneles serán instalados en el verano boreal de 2021.

## Investigación
Los nuevos experimentos que lleguen al laboratorio orbital inspirarán a los futuros científicos, exploradores y proporcionarán información valiosa para los investigadores.
Estudios del Centro de Investigación Glenn de la NASA:
- Reconfiguración del bastidor de integración de combustión (CIR)

## Cubesats
ELaNa 36: diez CubeSats están programados para su despliegue en esta misión:
- Alpha - Cornell University, Ithaca, New York
- ARKSAT-1 - University of Arkansas, Fayetteville, Arkansas
- BeaverCube - Massachusetts Institute of Technology (MIT), Cambridge, Massachusetts
- CaNOP - Carthage University, Kenosha, Wisconsin
- CAPSat - University of Illinois, Champaign, Illinois
- EagleSat-2 - Embry-Riddle Aeronautical University, Daytona Beach, Florida
- PR_CuNaR2 - International American University of Puerto Rico - Bayamon Campus, Bayamon Puerto Rico
- RamSat - Oak Ridge Public Schools (Robertsville Middle School), Oak Ridge, Tennessee
- Stratus - Michigan Technological University, Houghton, Michigan
- Space Hauc - University of Massachusetts-Lowell, Lowell, Massachusetts

Aún por determinar: SpaceICE, LinkSat, CLICK A

## Regreso dehardware
Comenzando con la devolución de cápsulas o cuerpos de elevación bajo el contrato CRS-2, la NASA informa que algunas piezas de hardware importantes (hardware fallado o gastado para evaluación de diagnóstico, restauración, reparación o ya no es necesario) regresan de la Estación Espacial Internacional. La misión SpaceX CRS-22 finaliza en julio de 2021 con el desacoplamiento, reentrada en la atmósfera terrestre y amerizaje en el Océano Atlántico cerca de la costa este de Florida con 2,404 kg de carga de regreso.